# Antilocution
Unter Antilocution wird in der Vorurteilsforschung die freie Aussprache von Vorurteilen unter Gleichgesinnten verstanden. In der deutschen Alltagssprache ist es ungefähr übersetzbar mit „Verleumdung“ bzw. „mit hinter dem Rücken anderer über sie reden“, wobei hier im Besonderen gemeint ist, dass Gruppen sich in ihren Vorurteilen gegenüber anderen Gruppen selbstvergewissern.

## Antilocution nach Allport
Der Begriff wurde 1954 definiert von dem Psychologen Gordon Allport in seinem Buch The Nature of Prejudice. Er bildet die erste Stufe auf der Allport-Skala.
Die Antilocution trägt dazu bei, dass Vorurteile wie Ethnophaulismen gestärkt werden.